# Charlotte Buchwald
Charlotte Anna Christiane „Sascha“ Buchwald, geborene Stojan (* 21. Februar 1899 in Berlin; † 28. Mai 1977 ebenda), war eine deutsche Politikerin (SPD).
Sascha Buchwald, Tochter eines Instrumentenbauers, war seit 1919 Lehrerin und später Direktorin an einer privaten Höheren Mädchenschule, die Helene Lange gegründet hatte. Buchwald wechselte anschließend als Lehrerin an die Rütli-Oberschule in Berlin-Neukölln. Sie war politisch sehr aktiv, zum Beispiel bei den „Kinderfreunden“, den Jungsozialisten und der SPD. Auch beim „Bund Entschiedener Schulreformer“, beim „Bund für freie Schulgemeinden“ und der „Arbeitsgemeinschaft sozialistischer Lehrer“ war sie tätig. Ihre Kontakte entstanden vor allem durch den damaligen Neuköllner Bezirksstadtrat Kurt Löwenstein. Nach der „Machtergreifung“ der Nationalsozialisten 1933 wurde Buchwald aus dem Schuldienst entlassen. Es folgten Vernehmungen und Hausdurchsuchungen, 1941 wurde sie pensioniert.
Nach dem Zweiten Weltkrieg wurde Buchwald Leiterin der Volkshochschule im Bezirk Reinickendorf. Von 1949 bis 1951 war sie Bezirksstadträtin für Volksbildung im Bezirk Neukölln. Anschließend arbeitete sie im Bezirksamt Reinickendorf. Im September 1958 rückte sie wegen des Todes von Paul Bayer für vier Monate in das Abgeordnetenhaus von Berlin nach.
Buchwald war Präsidentin des Weltbunds für Erneuerung der Erziehung und Vorsitzende der Deutsch-Französischen Gesellschaft.